# Fernando Teixeira Vitienes

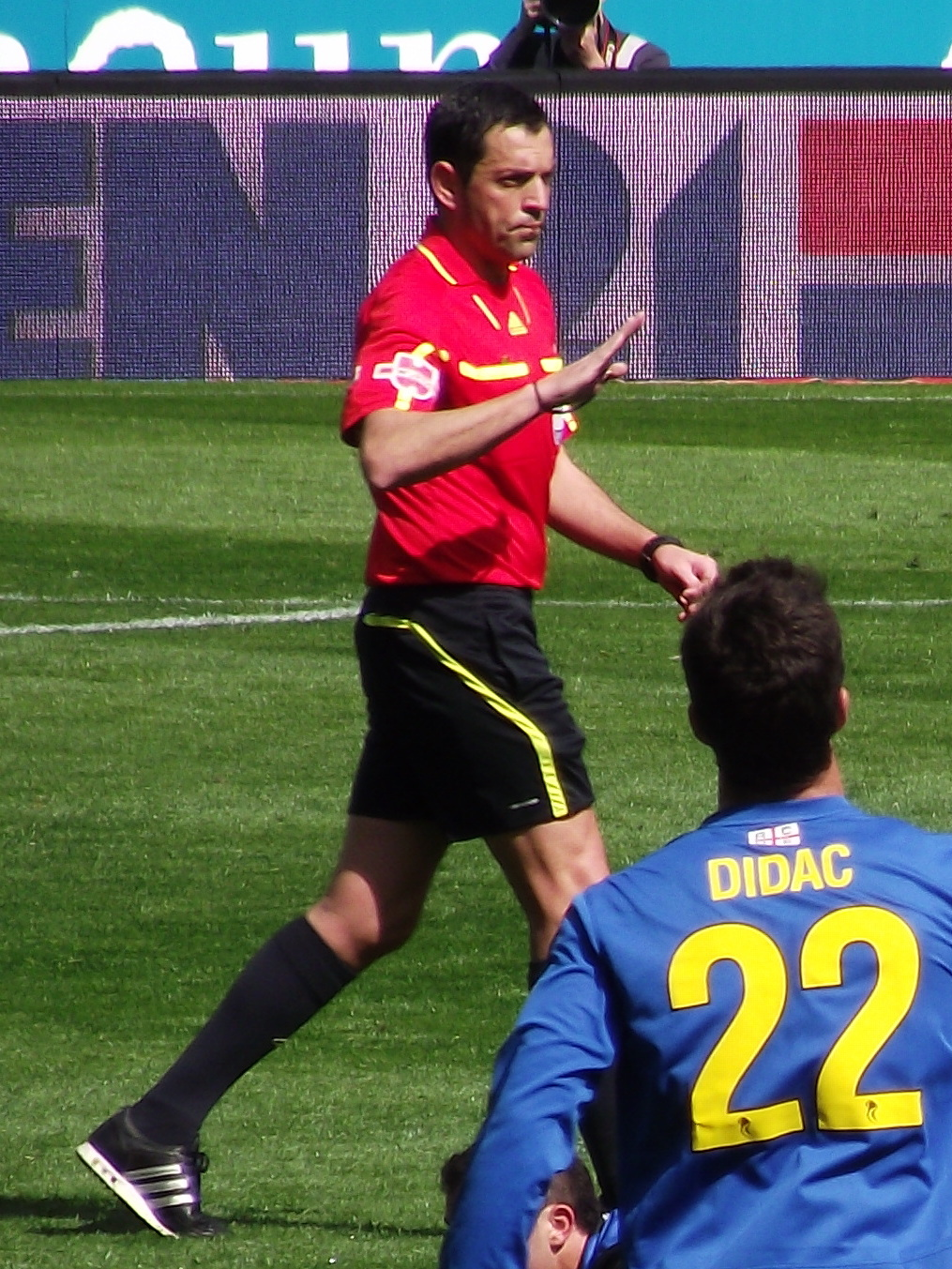
Fernando Teixeira Vitienes

Fernando Teixeira Vitienes (Santander, 28 juli 1971) is een Spaans voormalig voetbalscheidsrechter. Hij floot vooral wedstrijden in de Primera División (2003–2015), de hoogste Spaanse voetbalcompetitie. Zijn broer, José Antonio Teixeira Vitienes, was eveneens scheidsrechter in deze competitie.
Vanaf 2009 leidde hij internationale wedstrijden voor de FIFA. Zijn eerste internationale wedstrijd floot Teixeira Vitienes op 2 oktober 2009. In deze wedstrijd tussen Jong Duitsland en Jong Ierland deelde hij drie gele kaarten uit. Vitienes floot begin 2012 El Clásico, FC Barcelona tegen Real Madrid CF, in de Copa del Rey, waar hij veel commentaar op kreeg.
Op 26 mei floot Teixeira Vitienes de oefeninterland tussen Nederland en Bulgarije. Deze wedstrijd was voor Nederland een voorbereiding in aanloop naar het Europees kampioenschap voetbal 2012. Bulgarije won met 2–1. Teixeira Vitienes werd in maart 2014 voor de vijfde en laatste keer aangesteld voor een interland, een oefeninterland op 26 maart tussen Indonesië en Andorra (1–0).
Teixeira Vitienes besloot na afloop van het seizoen 2014/15 zijn carrière als professioneel voetbalscheidsrechter te beëindigen, nadat hij en zijn broer door de Spaanse voetbalbond uit het team van scheidsrechters voor de Primera Divisíon waren gezet en waren gedegradeerd naar de lagere Spaanse competities. In zijn carrière als arbiter was Teixeira Vitienes actief in twaalf seizoenen van de hoogste Spaanse competitie. Hij leidde 222 wedstrijden, waarin hij 1126 gele en 77 rode kaarten gaf. In de UEFA Europa League floot hij in zes seizoenen in totaal 17 duels (45 gele kaarten); in het Spaanse bekertoernooi was hij van 2007 tot 2015 actief en deelde hij in 25 wedstrijden 113 gele en 15 rode kaarten uit.

## Interlands
| Datum            | Plaats                        | Wedstrijd                        | Uitslag | Competitie           | Kreeg geel | Kreeg voor de tweede keer geel en dus rood | Weggestuurd |
| ---------------- | ----------------------------- | -------------------------------- | ------- | -------------------- | ---------- | ------------------------------------------ | ----------- |
| 11 augustus 2010 | Belgrado, Servië              | Servië – Griekenland             | 0 – 1   | Vriendschappelijk    | 0          | 0                                          | 0           |
| 26 maart 2011    | Zenica, Bosnië en Herzegovina | Bosnië en Herzegovina – Roemenië | 2 – 1   | Kwalificatie EK 2012 | 2          | 0                                          | 0           |
| 26 mei 2012      | Amsterdam, Nederland          | Nederland – Bulgarije            | 1 – 2   | Vriendschappelijk    | 5          | 0                                          | 0           |
| 7 juni 2013      | Chisinau, Moldavië            | Moldavië – Polen                 | 1 – 1   | Kwalificatie WK 2014 | 2          | 0                                          | 0           |
| 26 maart 2014    | Alzira, Spanje                | Indonesië – Andorra              | 1 – 0   | Vriendschappelijk    | 3          | 0                                          | 0           |